# Найто, Акира
Акира Найто (яп. 内藤彰) (род. 1947, Нагоя) — японский дирижёр.
Окончил Нагойский университет как химик, затем изучал дирижирование в Высшей музыкальной школе Тохо Гакуэн в Токио, где его наставниками были Сэйдзи Одзава, Кадзуёси Акияма и Тадааки Отака. По окончании консерватории возглавил симфонический оркестр в Ямагате. Работал со многими японскими оркестрами, возглавлял Хоровое общество Токио (яп. 東京合唱協会), в 1990 г. основал Новый городской оркестр Токио и долгие годы руководил им. Записал с коллективом несколько симфоний Антона Брукнера, в 2007 г. впервые исполнил Третью симфонию Брукнера в редакции 1874 года. Заметным событием стало также предпринятое Найто с оркестром в 2004 году концертное исполнение оперы Джакомо Пуччини «Мадам Баттерфляй» с использованием традиционных японских колокольчиков. Неоднократно гастролировал в разных странах, в том числе в России и Беларуси: в 1996 году дирижировал «Севильским цирюльником» Джоакино Россини в Воронежском театре оперы и балета, в 1997 г. — оперой «Мадам Баттерфляй» в Белорусском театре оперы и балета, в 2001 г. в Санкт-Петербурге дирижировал первым в России исполнением сочинения Тору Такэмицу «Прогулка в ноябре».